# Always (Aziza Mustafa Zadeh)
Always è il secondo album in studio della musicista azera Aziza Mustafa Zadeh, pubblicato nel 1993.

## Tracce
1. Always – 4:39
2. Heartbeat – 7:37
3. Crying Earth – 6:29
4. A.J.D. – 6:19
5. Yandi Ganim Daha – 7:30
6. I Don't Know – 4:59
7. Vagif – 6:02
8. Marriage Suite – 5:49
9. Insult – 4:07
10. Kaukas Mountains – 4:53
11. Dangerous Piece – 5:24